# Ziektelast
De ziektelast van een bepaalde aandoening, of bij uitbreiding van een gezondheid schadende omstandigheid, is de totale hoeveelheid verlies van gezondheid in een bepaalde populatie die erdoor wordt veroorzaakt. Ziektelast wordt meestal uitgedrukt in DALY ("Disability-Adjusted Life-Years") of QALY ("Quality-Adjusted Life Year"). De wereldgezondheidsorganisatie heeft richtlijnen vastgelegd over hoe de ziektelast van milieuverschijnselen in een land of regio kan worden vastgesteld.
Ziektelastgegevens worden gebruikt om de ernst van gezondheidsproblemen met elkaar te vergelijken en om de effectiviteit van allerlei maatregelen te bepalen.